# Jack Bannon (acteur britannique)
Pour les articles homonymes, voir Jack Bannon.
Jack Bannon, né le 24 mars 1991 à Norwich, est un acteur britannique, connu pour son rôle de Christopher Morcom dans le film Imitation Game, de Sam Thursday dans la série télévisée dramatique Les Enquêtes de Morse et celui d'Alfred Pennyworth, rôle-titre de la série américaine Pennyworth.

## Éléments biographiques
Jack Bannon est né et a grandi à Norwich dans le comté de Norfolk. Il termine ses études secondaires à Notre Dame High School de Norwich avant de suivre des cours d'art dramatique pendant plusieurs années au Theatre Royal dans la même ville.
Bien qu'il ait été refusé à l'école d'art dramatique à deux reprises, il décroche un rôle pour la série Les Enquêtes de Morse en 2013 dans laquelle il interprète le fils du commissaire Fred Thursday lui-même interprété par Roger Allam. En 2014, il joue le rôle de Christopher Morcom, le meilleur ami d'Alan Turing dans le biopic de Mortem Tyldum, Imitation Game. De 2019 à 2022, il tient le rôle-titre de la série Pennyworth qui est centrée sur la jeunesse d'Alfred Pennyworth, majordome de Bruce Wayne, d’après le personnage de DC Comics.

## Filmographie

### Cinéma
- 2014 : Imitation Game, de Morten Tyldum : Christopher Morcom
- 2014 : Fury, de David Ayer : jeune tankiste
- 2015 : A Plea for Grimsby, court métrage de Preston Thompson : Dan
- 2015 : Figment, court métrage de Mithran Maharajan : L'homme
- 2016 : Kids in Love, court métrage de Chris Foggin : Félix
- 2017 : Tortilla, court métrage de Eros Vlahos : Chris Fader

### Télévision
- 2004 : Shadow Play : Ben
- 2005 : The Giblet Boys : Scurvy
- 2013 à 2018, 2023: Les Enquêtes de Morse : Sam Thursday
- 2016 : Ripper Street : Caleb Sumner
- 2017 : Clique : James Buxton
- 2017 : The Loch : Kieran Whitehead
- 2018-2019 : Les Médicis : Angelo Poliziano
- 2019-2022 : Pennyworth : Alfred Pennyworth
- depuis 2025 : Pulse : Tom Cole

### Théâtre
- 2013 : Foxfinder, Gothenburg English Studio Theatre, Majorna : William
- 2015 : The Sweethearts, Finborough Theatre, Londres  : Trevor
- 2017 : Filthy Business, Hampstead Theatre, Londres  : Gerard